# جون رايس (حكم كرة قاعدة)
جون رايس (بالإنجليزية: John Rice)‏ هو حكم كرة قاعدة ‏ أمريكي، ولد في 27 أبريل 1918 في هومستد ‏ في الولايات المتحدة، وتوفي في 2011 في شيكاغو في الولايات المتحدة.